# Đơn giản, tôi là Maria
Đơn giản, tôi là Maria (tiếng Tây Ban Nha: Simplemente María) là một bộ phim truyền hình thuộc thể loại telenovela do México sản xuất và phát sóng vào khoảng giữa năm 1989 và 1990. Đây là phiên bản tại México từ bộ phim cùng tên của Peru, đã rất thành công vào năm 1969.

## Nội dung
Maria là một cô gái trẻ từ thị trấn thôn quê lên thành phố Mexico để tìm việc làm. Cô vào làm người giúp việc cho một gia đình giàu có và cô quen Juan Carlos, một anh chàng chơi bời phóng khoáng. Maria bị vướng vào cuộc chơi của Juan Carlos (Hoan Các-lốt) đào hoa, cô có mang nhưng giấu anh ta. Maria sinh con trai và bắt đầu làm thợ may. Sau này, cô quen Víctor Careno (thầy Vích-to), một người tử tế, mẫu đàn ông dành cho những phụ nữ nội trợ đơn giản. Thế nhưng, Maria không vượt qua được cảm giác bị tổn thương trước đó nên cô không thể tiến xa với Victor, cô chỉ chuyên tâm cho công việc. Dần dần, cô trở thành nhà thiết kế thời trang nổi tiếng và giàu có. Và rồi, cô cũng nhận ra mình cũng rất yêu Victor. Mối tình của họ phải vượt qua rất nhiều trở ngại. Bên cạnh đó, José Ignacio, con trai của Maria lại yêu con gái của Lorraine là kẻ rất ganh ghét gia đình Maria. Bộ phim đan xen giữa nước mắt, tình yêu, hận thù. Cuối mỗi tập là một cái "gút thắt" cho tập kế tiếp được mở ra.

## Ảnh hưởng ở Việt Nam
Trong những năm 90, bộ phim này cùng với một series phim truyền hình khác của Mexico là Người giàu cũng khóc đã có những ảnh hưởng sâu rộng đối với khán giả truyền hình Việt Nam. Việc bộ phim được công chúng đón nhận nồng nhiệt chỉ là một phần nhỏ so với nội dung hấp dẫn của nó. Ảnh hưởng chính đến từ việc phim gần như là series phim duy nhất chiếu trong thời kỳ này, khi mà toàn quốc lúc đó chỉ có duy nhất Đài Truyền hình Việt Nam phát sóng với thời lượng rất hạn chế. Số buổi chiếu phim cũng được phân chia rạch ròi và riêng tối thứ bảy là sẽ phải có chương trình sân khấu hoặc kịch nói bắt buộc. Do không có sự lựa chọn khác nên Đơn giản tôi là Maria được đa số khán giả truyền hình, kể cả trẻ em, theo dõi. Nội dung phim được bàn tán rộng rãi và được nhắc đến thường xuyên trong cuộc sống hàng ngày của người dân Việt Nam trong thời gian phát sóng phim.

## Diễn viên
- Victoria Ruffo trong vai María López, một cô gái trẻ nghèo đầy nghị lực
- Jaime Garza trong vai Víctor Carreño (thầy Vích-to)
- Manuel Saval trong vai Juan Carlos del Villar (Hoan Các-lốt)
- Gabriela Goldsmith trong vai Lorena del Villar de Rivera
- Toño Mauri trong vai José Ignacio López
- Amairani trong vai Laura Rivera del Villar
- Silvia Derbez trong vai Matilde Carreño
- Marcelo Buquet thủ vai Fernando Torres
- Roberto Ballesteros vào vai Arturo D'Angelle
- Rafael Inclán vào vai Don Chema
- Andrea Legarreta trong vai Ivonne D'Angelle
- Frances Ondiviela trong vai Natalia Preciado
- David Ostrosky trong vai Rodrigo de Peñalvert, Conde de Arenso
- Raúl Padilla "Chóforo" trong vai René
- Roberto Palazuelos trong vai Pedro Cuevas
- Angélica Rivera trong vai Isabella de Peñalvert
- Alejandro Aragón trong vai Diego López
- Porfirio Bas trong vai Germán
- Germán Bernal trong vai Luis
- Claudio Báeztrong vai Gustavo del Villar
- Cecilia Camachotrong vai Estela López
- Constantino Costas trong vai Clemente Reyes
- Esther Fernández trong vai Doña Chayo
- Rosa Carmina trong vai Camelia
- Mauricio Ferrari trong vai Dr. Valladez
- Bárbara Gil trong vai Dulce
- Manuel López Ochoa trong vai Federico
- Servando Manzetti trong vai Alberto Rivera
- Frank Méndez trong vai Reynaldo Sotomayor
- Lola Merino trong vai Fernanda Amolinar
- Karen Sentíes trong vai Silvia Rebollar
- Irlanda Mora trong vai Caridad
- Inés Morales trong vai Florencia Amolinar
- Adriana Parra trong vai Rita López
- Mercedes Pascual trong vai Constanza
- Roxana Saucedo trong vai Luisa
- Juan Carlos Serrán trong vai Román
- Cuco Sánchez trong vai Don Cuco
- Roberto Vander trong vai Rafael Hidalgo
- Liliana Weimer trong vai Brenda
- Rafael Villar trong vai Jacinto López
- Claudia Ortega trong vai Nazaria Fernández
- Silvia Suárez
- Braulio Castillo
- María Almela trong vai Ana López
- Javier Herranz trong vai Marcos Carreño
- Juan Bernardo Gazca trong vai Marcos Carreño (niño)
- Rosario Granados trong vai Doña Cruz Torres
- Rosa María Moreno trong vai Sara
- Serrana trong vai Zulema
- Polly
- Joana Brito trong vai Raquel
- Rocío Brambila
- Eva Calvo
- Lucy Reyna
- José Roberto Hill
- Silvia Campos
- Aurora Cortés
- Maya Mishalska trong vai Nadya
- Nicky Mondellini trong vai La Enfermera
- Sara Montes
- Diana Golden trong vai Carmen
- María Morett trong vai Madre Carmela
- María Rebeca trong vai Paulina
- Ignacio Retes trong vai Abel
- Tina Romero trong vai Gabriela
- Gabriela Hassel trong vai Iris
- Myrrha Saavedra trong vai Palmira
- Guadalupe Bolaños
- Gustavo Cosain
- Leonor Llausás
- Juan Carlos Barreto
- Vanessa Bauche trong vai Julia
- Carlos Bonavides trong vai Doctor Rojas
- Alberto González trong vai Tomás
- Eduardo Borja trong vai Jefe de estación
- Patricia Castro trong vai Palmira (joven)
- Sandra Felix trong vai Señora Urquiaga
- Estela Furlong trong vai Señora González
- Ines Jacome trong vai Rufina
- Arturo Lorca trong vai Lic. Hurtado
- Tere Rabago trong vai Eusebia
- Rodrigo Ramon trong vai Germán (niño)
- Evangelina Sosa trong vai Perla (joven)
- Carlos Garcia Tenorio trong vai Juez
- Ignacio Reites trong vai Abel
- Sergio Acosta trong vai Zepeta
- Roberto Carrera trong vai Mauricio
- Angelina Peláez trong vai La Prieta
- Beatriz Olea trong vai Yolanda
- Alejandro Calderón
- Luis Cárdenas
- Karin Charlotte
- José Antonio de la Vega
- Ligia Escalante
- Rosalinda España
- Adriana Fierro
- Lucero León
- Raúl Nava
- Guillermina Solé
- Irma Torres
- Jacqueline Voltaire trong vai Nancy Williams
- Toni Rodríguez
- Victor Carpinteiro
- Antonio Rangel
- Florencia Ferret

## Liên kết
- Simplemente María en alma-latina.net